# 타이베이 형무소 벽 유적

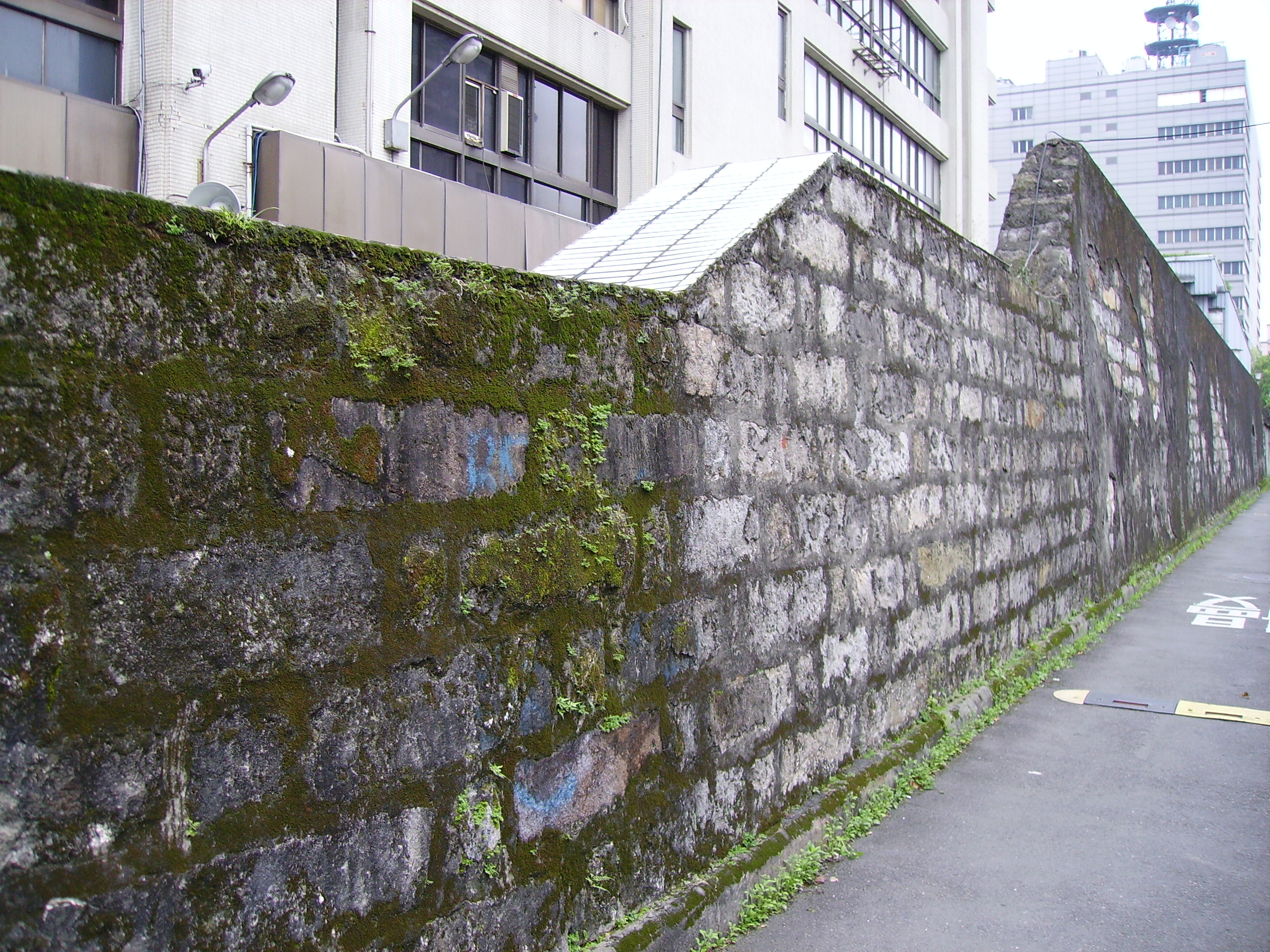
타이베이 형무소의 벽 유적

타이페이 형 무소 벽 유적은 타이베이시 다안구 아이궈 동로와 진샨 남로의 교차로 인근(진샨 남로 2가 44)에 위치한 곳으로 ,그것은 오늘날의 청화 텔레콤 타이베이 남구 사업부(전신 금산대루)의 주변을 의미한다. 청화 텔레콤 건물 남북 양 지점을 기점으로 해서 사방 100m에 있는 석재 벽으로 대만일치시기에 타이베이 성벽을 헐어서 타이베이 형무소의 둘레를 따라 지은 것이다.

## 배경
1895년에 대만은 일본통치하에 들어갔다. 대만총독부는 공공질서의 유지 및 항일운동 세력을 막기위한 명분하에 임시 감옥을 설립하기로 결정하였다. 대만 북부에 있던 총독부는 이를 위해 청나라 시대에 대만에 있던 감옥을 개수해 대만 제1호 서양식 감옥으로 만들었으며 이름을 대만총독부 타이베이 형무소라 이름하였다.(당시 이름은 타이완 총독부 타이호쿠 형무소)

## 도시의 파괴 그리고 감옥
타이베이 형무소의 건설과 함께 타이베이성에 일본인 통치자들이 들어와 1899년에 제1차 시구 개정계획을 공고한 이래 거리와 근거를 토대로 도로를 짓기 시작했고 타이베이와 타이난에 있던 문묘와 무묘를 파괴하기 시작했다.
대만총독부는 타이베이성에 있는 안산암과 기리 언덕의 석재를 성외 사방으로 옮겨놨고 1904년에는 의도적으로 4개의 문을 보존해주기 위해 제거한 석재들을 남문쪽에 모아뒀다.
1910년 전후로 대만 총독부 주도하에 억압이 강화되면서 대만인들이 범죄자로 붙잡히자 총독부는 석재를 이용해 새로운 타이베이 형무소를 건축할 계획을 하니 이렇게 지어진 형무소가 전후의 타이베이 감옥이 된다.

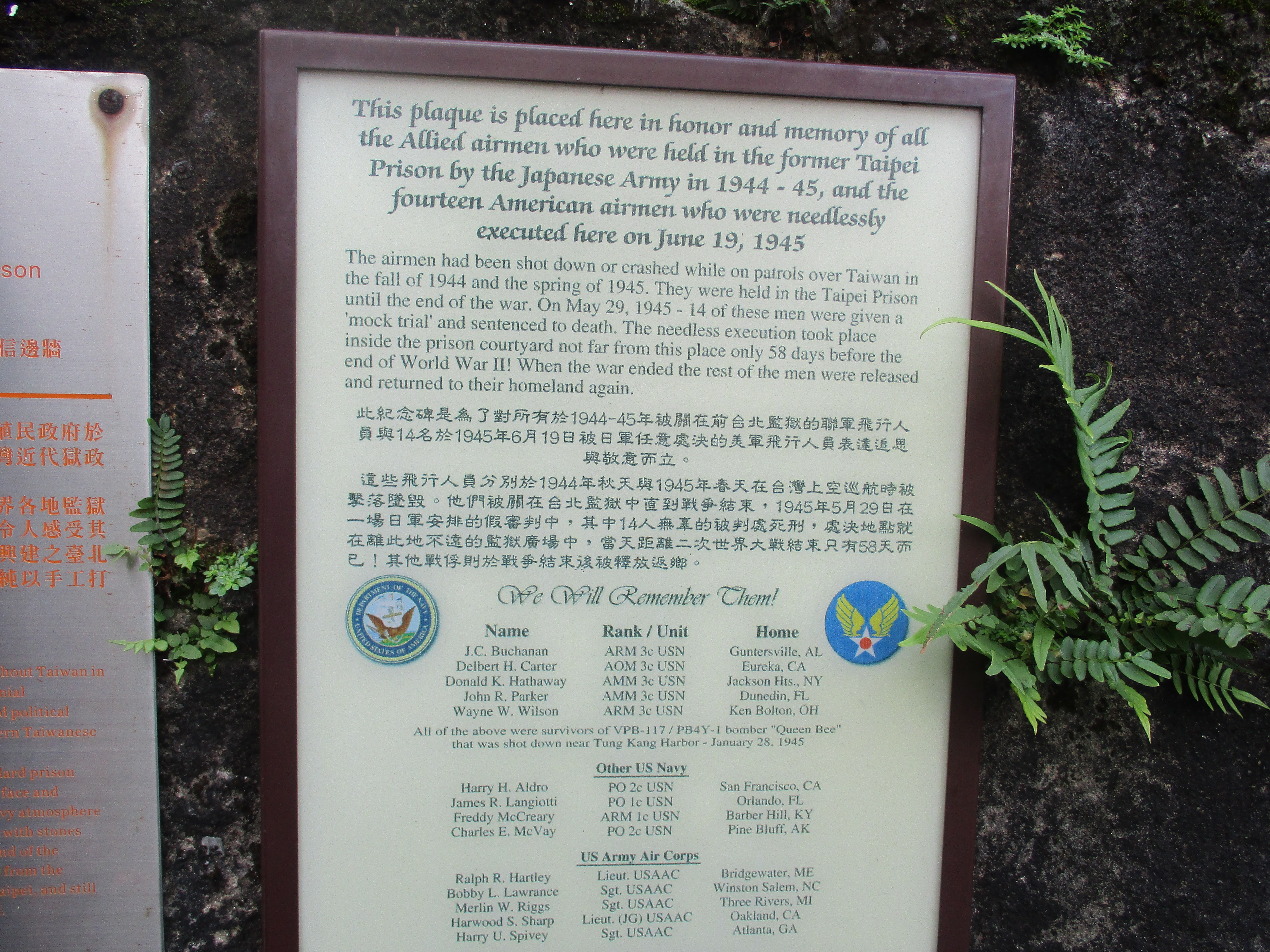
유적에 붙은 미군 추모 명판

## 이곳에 있던 연합군
1944년부터 1945년까지 연합군 공군의 공습 과정에서 미군 병사들이 일본제국 육군에 의해 생포당해 이곳 타이베이 형무소에 갇혀있었고 이들은 1945년 5월 29일 소위 '가짜 재판'에 의해 사형을 언도받아 사형장의 이슬로 사라졌다. 이 날은 제2차 세계대전 종전 58일 전으로 살았으면 집으로 돌아갈 수 있었던 이들이었다.

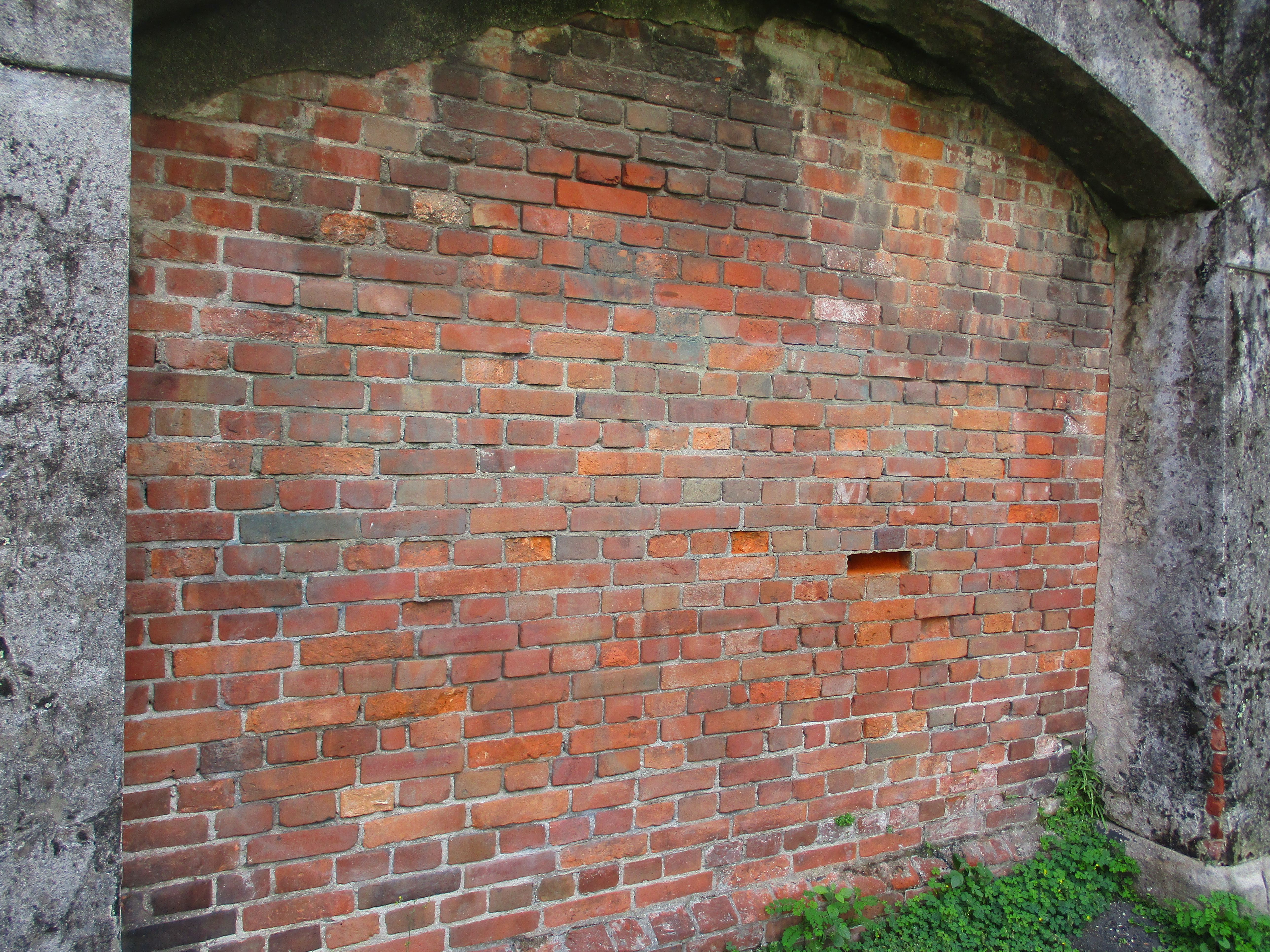
타이베이 형무소 유적의 문. 현재는 막혀있으며 예전에는 시신을 내보낸 문이었다.

| 이름               | 계급/소속부대         | 거주지                      |
| ------------------ | --------------------- | --------------------------- |
| J.C. Buchanan      | ARM 3c USN            | 앨라배마 군터스빌           |
| Delbert H. Carter  | AOM 3c USN            | 캘리포니아 유레카           |
| Donald K. Hathaway | AMM 3c USN            | 뉴욕 잭슨하이츠             |
| John R. Parker     | AMM 3c USN            | 플로리다 두네딘             |
| Wayne W. Wilson    | ARM 3c USN            |                             |
| Harry H. Aldro     | PO 2c USN             | 캘리포니아 샌프란시스코     |
| James R. Langiotti | PO 1c USN             | 플로리다 올랜도             |
| Freddy McCreary    | ARM 1c USN            | 켄터키 바버힐               |
| Charles E. McVay   | PO 2c USN             | 아칸소 파인블러프           |
| Ralph R. Hartley   | Lieutenant USAAC      | 메인 브리지워터             |
| Bobby L. Lawrance  | Sgt USAAC             | 노스캐롤라이나 윈스턴세일럼 |
| Merlin W. Riggs    | Sgt USAAC             | 미시간 스리리버             |
| Harwood S. Sharp   | Lieutenant (JG) USAAC | 캘리포니아 오클랜드         |
| Harry U. Spivey    | Sgt USAAC             | 조지아 애틀랜타             |

## 전후
제2차 세계대전 이후 중화민국 정부에 의해 타이베이 감옥이란 이름으로 범죄자 수용을 담당하는 건물로 쓰였으며 1963년에 타오위안으로 이전된 이후 감옥 건물은 차츰 철거되고 현재의 벽만 남았다.
현재 남아있는 건물은 타이베이 감옥의 남북 양쪽에 있던 것으로 담의 높이는 약 3m이며 길이는 약 100m이다. 또한 사용된 돌은 1900년에 철거된 타이베이성의 성벽과 가리 언덕에 있던 돌들로 두가지 역사적 사실을 담고 있기에 1998년 타이베이 시정부로부터 지역 고적으로 지정되었다.

## 같이 보기
- 조명하 (이곳에서 사형당한 한국인 독립운동가)